# Claude Bonjean
Pour les articles homonymes, voir Bonjean.
 Claude Bonjean, né à Lyon, est un journaliste et écrivain français. Il a travaillé à RTL et au Point.

## Biographie
Né le 3 août 1937 à Lyon. Après avoir obtenu le deuxième prix de philosophie au Concours Général et une bourse de voyage de la Fondation Zellidja, il va travailler en 1955 dans un kibboutz en Israël pendant plusieurs mois. 
Il commence sa carrière à Agra Presse et Paris-Presse. En 1961 il entre à RTL radio (présentation des journaux, chef du service étranger, reporter) puis en 1972 il rejoint l'équipe fondatrice du magazine le Point. Il y restera jusqu'en 1989 (d'abord au service étranger,  ensuite au service société (chef de service, grand reporter).
Pour RTL et le Point Claude Bonjean a couvert la construction européenne, la guerre civile en Irlande, la guerre du Vietnam (période de la "vietnamisation"), la guerre du Cambodge et les conflits au Moyen-Orient.
En 1989 il quitte le Point pour collaborer à des enquêtes et des documentaires pour la télévision.

### Œuvres
- 1977 : Lucien chez les barbares, chez Calmann-Lévy. Ce roman a été inspiré à l'auteur par sa participation à la guerre d'Algérie au sein du G.C.P. (Groupement de Commandos Parachutistes, Croix de la Valeur Militaire)..
- 1980 : Le Jour où Baader..., chez Calmann-Lévy